# Abd Allah al-Marzuki
Abd Allah Abd ar-Rahman Muhammad al-Marzuki (ur. 12 grudnia 1980) – bahrajński piłkarz, który grał na pozycji środkowego obrońcy.

## Kariera klubowa
Karierę piłkarską al-Marzuki rozpoczął w klubie Riffa Club. W 2000 roku zadebiutował w jego barwach w bahrajńskiej Premier League. W 2001 roku osiągnął z nim swój pierwszy sukces w karierze, gdy zdobył Puchar Bahrajnu (sięgnął po niego także w 2004 roku). Wraz z Riffą Club dwukrotnie wywalczył mistrzostwo kraju w latach 2003 i 2004, trzykrotnie zdobył Puchar Korony Księcia Bahrajnu (2002, 2003, 2004) i dwukrotnie Puchar Bahrajnu (2001, 2004).
W 2004 roku al-Marzuki przeszedł do katarskiego Al-Rajjan. Grał w nim przez 2 sezony i latem 2006 roku odszedł z niego do saudyjskiego Al-Ta'ee. Po roku gry w tym klubie przeszedł do Al Kuwait. W 2008 roku wywalczył z nim mistrzostwo Kuwejtu i Puchar Korony Księcia Kuwejtu. W 2009 roku sięgnął z Al-Kuwait po kolejne trofea: Puchar Emira Kuwejtu, Puchar Federacji Kuwejtu i AFC Cup.

## Kariera reprezentacyjna
W reprezentacji Bahrajnu al-Marzuki zadebiutował w 2001 roku. W 2007 roku został powołany przez selekcjonera Milana Máčalę do kadry na Puchar Azji 2007. Tam rozegrał 3 spotkania: z Indonezją (1:2), z Koreą Południową (2:1) i z Arabią Saudyjską (0:4).